# Ian Campbell (Politiker, 1926)
Ian Campbell (* 26. April 1926 in Dumbarton; † 9. September 2007) war ein schottisch-britischer Politiker.

## Leben
Campbell wurde 1926 in Dumbarton als zweites von vier Kindern von William und Helen Campbell geboren. Er besuchte die Knoxland Primary School sowie die Dumbarton Academy. Am Royal College of Science and Technology (heute Teil der Universität von Strathclyde) studierte Campbell Elektroingenieurswesen. Nach dem Zweiten Weltkrieg leiste er Wehrdienst bei den Royal Engineers und war in Deutschland stationiert. Von 1948 bis 1965 arbeitete er als Ingenieur für das South of Scotland Electricity Board. 1950 ehelichte er Mary Millar, mit der er fünf Kinder hatte.

## Politischer Werdegang
1958 wurde Campbell für die Labour Party in den Stadtrat von Dumbarton gewählt und wenige Jahre später zum Provost (in etwa Bürgermeister). Im Vorfeld der Unterhauswahlen 1970 kündigte Campbells Parteikollege Tom Steele, der seit 1950 den Wahlkreis West Dunbartonshire im britischen Unterhaus vertrat, seinen Rückzug aus der aktiven Politik an. Campbell kandidierte als dessen Nachfolger und setzte sich mit einem Stimmenanteil von 50,9 % gegen seine Kontrahenten durch. Bei den folgenden Unterhauswahlen im Februar und Oktober 1974 sowie 1979 hielt er sein Mandat. Da im Zuge der Wahlkreisreform 1983 sein Wahlkreis aufgelöst wurde, kandidierte Campbell zu den Wahlen 1983 im neugeschaffenen Wahlkreis Dumbarton. Er gewann das Mandat und schied zum Ende der Wahlperiode aus dem House of Commons aus. Sein Nachfolger im Wahlkreis Dumbarton wurde John McFall, welcher das Mandat bis zur Auflösung des Wahlkreises 2005 für die Labour Party hielt.
Im Parlament galt Campbell als Hinterbänkler mit geringem Bestreben in die vorderen Reihen aufzusteigen. Nur selten meldete er sich zu Wort. Als gläubiger Christ setzte er sich jedoch vehement gegen die Legalisierung von Abtreibungen ein. Zwischen 1976 und 1979 fungierte er als Parliamentary Private Secretary des Schottlandministers Bruce Millan.